# Kulin Kayastha
I Kulin Kayastha sono una sottocasta della casta bengalese Kayastha nel Bengala occidentale, in India. Sono anche conosciuti come Kulina Kayasthas.
I Kayastha sono considerati nel Bengala, insieme ai Bramini e ai Baidya, come le "caste indù più elevate". I Kayastha bengalesi sono suddivisi in numerosi clan in quella regione Bengalese, di cui i Kulin sono un esempio di alto rango.

## Origine
I modelli religiosi e sociali del Bengala erano stati storicamente nettamente diversi da quelli del cuore indù ortodosso dell'India settentrionale e ciò influì sul modo in cui si sviluppò il sistema delle caste lì. Il Bengala, essendo situato a est della tradizionale regione di Āryāvarta tra i fiumi Gange e Yamuna, rimase isolato dall'impatto dell'ortodossia braminica per molti secoli, e l'impatto del Buddismo vi rimase forte. L'influenza del buddismo continuò sotto i governanti buddisti della dinastia Pala dall'VIII all'XI secolo d.C.
Si ritiene tradizionalmente che a questo punto, dopo il declino della dinastia Pala, un re indù, Adi Sura portò cinque bramini e cinque attendenti da Kannauj, con lo scopo di fornire istruzione ai bramini già presenti nella zona che secondo lui essere ignoranti e far rivivere il tradizionale induismo brahminico ortodosso. Esistono molteplici resoconti di questa leggenda e gli storici generalmente la considerano nient'altro che un mito o un folklore privo di autenticità storica. Allo stesso modo, anche lo status originale di Varṇa dei cinque attendenti che accompagnavano i bramini, secondo la leggenda, è oggetto di dibattito. Molte fonti li menzionano come assistenti Kayastha, molti altri si riferiscono a loro come servi Shudra, e pochissimi come consorti ariani Kshatriya. La tradizione continua dicendo che questi immigrati si stabilirono e ciascuno divenne il fondatore di un clan. Nel caso dei cinque assistenti, ogni clan apparteneva alla casta Kayastha e questi fondatori sono i cinque leggendari Kayastha. Secondo Swarupa Gupta, "questa leggenda è stata inserita in una narrazione sociologica quasi storica del Bengala e utilizzata per spiegare la realtà delle origini e delle connessioni di caste e sottocaste durante la fine del XIX e l'inizio del XX secolo.
I Kulapanjika affermano che il re Ballal Sena diede inizio al Kulinismo, che conferì titoli nobiliari ai Brahmana, Kayastha e Vaidya nel Bengala. I testi affermano inoltre che il re Ballal Sena introdusse il kulinismo, designando un certo lignaggio di Bramini e Kayastha con uno status sociale più elevato a causa di virtù e pratiche superiori; Questo sistema si estese ulteriormente a Baidya jatis, non associato alla migrazione di Kanauj.
Quattro dei clan Kayastha furono designati per differenziarli dai e clan Kshatriya locali più affermati. Al quinto fu rifiutato lo status perché non accettavano di essere assistenti e quindi inferiori, e invece si proclamavano superiori anche ai Bramini. Mentre questo quinto clan rimase nel Bengala e divenne i Datta (o Dutt), uno dei quattro che fu concessa la nomenclatura Kulina - i Guha - si trasferirono nell'est della Bengala, lasciando tre clan che diventarono le principali comunità Kulin Kayastha nel "Bengala vero e proprio": i Boses, i Mitras e i Ghoshes.

## Storia
Durante l'Impero Gupta, i Kayastha non si erano sviluppati in una casta distinta, sebbene l'ufficio dei Kayastha (scribi) fosse stato istituito prima dell'inizio del periodo, come evidenziato dalla smritis contemporanea. Dice Tej Ram Sharma, uno storico indiano : 
Un periodo di dominio di varie dinastie musulmane iniziò nel Bengala a partire dal XIII secolo e durò fino al 1765, quando gli inglesi presero il controllo. Gran parte della popolazione si convertì all'Islam e la mancanza di un re indù come punto focale causò l'isolamento delle comunità indù rimaste. Le comunità Kulin soffrirono particolarmente duramente perché il loro ruolo rituale era quello di servire un re indù tramite nomine ad alte cariche statali e religiose, che erano state loro negate dal dominio musulmano. Quegli indù, inclusi alcuni Kulin, che aiutarono, cooperarono o si mescolarono con i governanti musulmani furono spesso evitati dalla comunità indù sempre più conservatrice, che era intenta all'autoconservazione e si ritirò nelle proprie norme culturali per raggiungere questo obiettivo. Thomas J. Hopkins lo detto
Allo stesso modo, le caste Kulin generalmente ignorarono gli inglesi che arrivarono nell'area e alla fine ne presero il controllo. Gli inglesi non erano indù e quindi, come i musulmani prima di loro, non erano in grado di soddisfare il bisogno dei Kulin di ruoli adatti al loro status rituale. Altre comunità indù, tuttavia, cooperarono con gli inglesi e, di conseguenza, nei primi anni del diciannovesimo secolo alcune erano diventate notevoli proprietari terrieri e persone benestanti. Queste comunità non Kulin furono anche le prime a compiere passi verso l’occidentalizzazione, in parte perché si resero conto che l’allineamento con le idee occidentali avrebbe fornito un percorso attraverso il quale avrebbero potuto far avanzare il loro status sociale, e questo era qualcosa che non avrebbe mai potuto verificarsi secondo il rituale indù. sistema in quanto sarebbero sempre classificati inferiori ai Kulin.
Un sondaggio tra scrittori e osservatori indiani suggerisce che molti di coloro che conoscevano i Kayastha li consideravano Dvija o nati due volte. Tuttavia, le affermazioni di Kayasthas del Bengala di avere lo status di Dvija non sono supportate da molti altri osservatori indiani. I bramini bengalesi furono i più attivi nel confutare queste affermazioni.